# Wakana Yamazaki
Wakana Yamazaki (山崎和佳奈), née le 21 mars 1965 à Yokohama (Japon), est une Seiyū japonaise travaillant pour Aoni Production. Elle est principalement connue pour son rôle de Ran Mouri dans Détective Conan.

## Rôles (voix)

### Télévision
- Air Gear (Benkei)
- Bobobo-bo Bo-bobo (Suzu)
- Captain Tsubasa (Maki Akamine)
- Dai no Daibouken (Soara)
- Détective Conan (Ran Möri)
- Digimon Adventure 02 (Arukenimon)
- Doki Doki School Hours (Rio Kitagawa)
- Dragon Ball GT (Bisshu)
- Fighting Beauty Wulong (Ran Mao)
- Gasaraki (Ishtar Pilot)
- Ge Ge Ge no Kitaro (4th season) (Bone woman)
- Ghost Sweeper Mikami (ja) (Maria, Shoryuki)
- Godannar (Shukuyu)
- Gulliver Boy (Phoebe)
- Himitsu no Akko-chan (3rd series) (Atsuko "Akko" Kagami)
- Inu-Yasha (Suzuna)
- Kamikaze Kaito Jeanne (Sazanka, Myst)
- Kiteretsu Daihyakka (Satsuki Hanamaru)
- Last Exile (Sophia Forrester)
- Marmalade Boy (Meiko Akizuki)
- Miracle Girls (Marie)
- Mobile Fighter G Gundam (Bunny Higgins)
- Montana Jones (Ariel)
- Neighborhood Story (Mai Ota)
- One Piece (Nojiko, Nami (70-78), Scarlett)
- Pokémon (Chisato)
- Puyo Puyo (PC engine version) (Harpy)
- Sailor Moon R (Kōan)
- Sailor Moon Sailor Stars (Queen Nehellenia (child))
- Saint Seiya Omega (Gallia)
- The Twelve Kingdoms (Kyo-o)
- Trigun (Monica)
- Xenosaga: The Animation (Shelley Godwin, Pellegri)
- Yu-Gi-Oh! (Risa Kageyama A)
- Konjiki no Gash Bell!! (Hana Takamine)

### OVA
- Moi et mon ange gardien (Shoko Yamanobe)
- Interlude (Yuuki Takase)
- The Super Dimension Century Orguss (Toria)

### Théâtre
- Ghost Sweeper Mikami (Maria)
- Marmalade Boy (Siyuugetu)

### Jeux vidéo
- Ace Combat: Squadron Leader (Kei Nagase)
- Black Matrix (Puraha)
- Dead or Alive (Ayane)
- Dead or Alive 2 (Ayane)
- Dead or Alive 3 (Ayane)
- Dead or Alive Xtreme Beach Volleyball (Ayane)
- Dead or Alive 4 (Ayane)
- Dead or Alive Xtreme 2 (Ayane)
- Dead or Alive Paradise (Ayane)
- Detective Conan: Tsuioku no Mirajiyu (Ran Mouri)
- Hot Shots Golf: Open Tee (Mai)
- Interlude (Yuuki Takase)
- Makeruna! Makendō 2 (Makenro)
- Mitsumete Knight (Pico, Noel)
- Never 7: The End of Infinity (Saki Asakura)
- Ninja Gaiden (Ayane)
- Ninja Gaiden Sigma (Ayane)
- Ninja Gaiden II (Ayane)
- Ninja Gaiden Sigma 2 (Ayane)
- Puyo Puyo (Harpy)
- Samurai Warriors (Izumo no Okuni, Nene)
- Star Ocean (Iria Silvestoli, Perisie)
- Valkyrie Profile (Mystina)